# Крута вулиця (Київ, Голосіївський район)
Крута́ ву́лиця — вулиця в Голосіївському районі міста Києва, місцевість Пирогів. Пролягає від початку забудови до Комунальної вулиці.

## Історія
Вулиця виникла у середині XX століття під назвою Нова. Сучасна назва — з 1957 року.